# Женевци
Това е списък на хора, свързани с град Женева в Швейцария.

## Родени в Женева
- Жорж Алда (1917 – 2010), писател
- Анри Дюнан (1828 – 1910), общественик
- Анри Флурноа (1886 – 1955), психиатър и психоаналитик
- Едуар Клапаред (1873 – 1940), невролог
- Елен Раш (1920 – 2015), шведска балерина
- Ели Дюкомен (1833 – 1906), политик
- Еманюел Паю (род.1970), флейтист
- Енрике Пишон-Ривиере (1907 – 1977), аржентински психиатър, социолог и психоаналитик
- Пол-Анри Мале (1730 – 1807), историк
- Жак Некер (1732 – 1804), френски политик
- Жан-Жак Русо (1712 – 1778), френски философ
- Мария фон Батенберг (1852 – 1923), германска принцеса
- Марк Росе (род.1970), тенисист
- Мартин Заимов (род.1962), български политик
- Огюстен Пирам дьо Кандол (1778 – 1841), ботаник
- Пиер-Жорж Жанио (1848 – 1934), френски художник, проектант, акварелист и гравьор
- Реймон дьо Сосюр (1894 – 1971), психоаналитик и психиатър
- Тарик Рамадан (род.1962), интелектуалец и университетски преподавател
- Теодор Флурноа (1854 – 1920), професор по психология в Женевския университет
- Фабрис Санторо (род.1972), френски тенисист
- Фердинанд дьо Сосюр (1857 – 1913), езиковед
- Филип Сендерос (род.1985), футболист-национал
- Шарл Одие (1886 – 1954), психиатър и психоаналитик

## Починали в Женева
- Алберт Апони (1846 – 1933), унгарски политик
- Рафаел Арие (1920 – 1988), български певец
- Албер Афталион (1874-1956), френски икономист
- Хорхе Луис Борхес (1899 – 1986), аржентински писател
- Хъмфри Дейви (1778 – 1829), английски химик
- Жан Калвин (1509 – 1564), религиозен реформатор
- Огюстен Пирам дьо Кандол (1778 – 1841), ботаник
- Лудвиг Квиде (1858 – 1941), германски политик
- Родолф Кройцер (1766 – 1831), френски цигулар, композитор и диригент
- Пиер дьо Кубертен (1863 – 1937), френски педагог и историк, основател на съвременните Олимпийски игри
- Пол-Анри Мале (1730 – 1807), историк
- Леон Масол (1838 – 1909), френски инженер и бактериолог
- Дариус Мийо (1892 – 1974), френски композитор
- Маргарита Михнева (1952 – 2024), българска журналистка
- Роберт Музил (1880 – 1942), австрийски писател
- Жак Некер (1732 – 1804), френски политик
- Александър Остерман-Толстой (1770 – 1857), руски генерал
- Вилфредо Парето (1848 – 1923), италиански социолог, инженер и икономист
- Жан Пиаже (1896 – 1980), психолог
- Адолф Пикте (1799 – 1875), езиковед
- Вилиам Рапар (1883 – 1958), дипломат
- Артур Рубинщайн (1887 – 1982), полско-американски пианист
- Маргьорит Сеше (1887 – 1964), психоаналитик
- Фердинанд дьо Сосюр (1857 – 1913), езиковед
- Пиер Фурние (1906 – 1986), френски виолончелист
- Пиер-Пол Швайцер (1912 – 1994), френски финансист
- Франц Шюц (1751 – 1781), германски художник

## Други
- Ами Буе (1794 – 1881), френски геолог, получава първоначалното си образование в града
- Андрей Луканов (1938 – 1996), български политик, работи в града през 1969 – 1972
- Андрей Тошев (1867 – 1944), български дипломат, учен и политик, завършва естествени науки през 1891
- Антони Славински (1946), български политик, специализира честотно планиране и управление в града
- Аристотелис Валаоритис (1824 – 1879), гръцки писател, поет, преводач и политик, завършва колеж в града
- Асен Татарчев (1893 – 1970), български лекар и революционер, учи медицина в града
- Васил Коларов (1877 – 1950), български политик, завършва право през 1900
- Васил Мръчков (род. 1934), български юрист, работи в града през 1973 – 1979
- Венелин Ганев (1880 – 1966), български юрист, дипломат и политик, учи в града
- Георги Бакалов (1873 – 1939), български общественик, учи в града през 1891 – 1893
- Георги Христович (1863 – 1926), български писател, завършва биология в града
- Григор Василев (1883 – 1942), български политик, завършва право през 1904
- Емил Вагенщайн (1930 – 1996), български оператор, учи в Техническия университет през 1948 – 1950
- Иван Шишманов (1862 – 1928), български филолог, писател и преподавател, следва философия и литература през 1885 – 86
- Иво Андрич (1892 – 1975), югославски писател, работи в града през 1930 – 1933
- Йохан Якоб Швепе (1740 – 1821), създател на първата газирана безалкохолна напитка в света – Швепс, живее в града
- Карлос Моя (род.1976), испански тенисист, живее в града
- Константин Станишев (1877 – 1957), български лекар и политик, следва и завършва медицина в града
- Кръстьо Раковски (1873 – 1941), български, румънски, съветски политик и диплома, следва медицина в града
- Луи Айер (1865 – 1916), български педагог, учи в града
- Марион Бартоли (род.1984), френска тенисистка, живее в града
- Мартин Петров (род.1979), български футболист, работи в града през 1999 – 2001
- Милош Станишев (1865 – 1935), български юрист, следва и завършва право в града
- Панайот Манов (1867 – 1931), български революционер, завършва университет в града
- Петър Абрашев (1866 – 1930), български политик, завършва право през 1891
- Петър Янев (1886 – 1925), български политик, учи право през 1906 – 1910
- Пиер Бове (1878 – 1965), швейцарски психолог и педагог, учи в града
- Рудолф Брун (1885 – 1969), швейцарски лекар-невролог и психоаналитик, учи медицина в града
- Седрик Пиолин (род.1969), френски тенисист, живее в града
- Симеон Радев (1879 – 1967), български писател, учи право в града
- Слободан Йованович (1869 – 1958), сръбски политик, завършва право през 1890
- Стефан Бончев (1870 – 1947), български геолог, завършва природни науки през 1891
- Тодор Луканов (1874 – 1946), български политик, завършва право през 1900
- Чавдар Кюранов (1921 – 2004), български политик, работи в града през 1965 – 1971
- Ян Потоцки (1761 – 1815), полски писател, прекарва младите си години в града